# حاجی‌آباد (رودان)
حاجی‌آباد، روستایی در دهستان فاریاب بخش مرکزی شهرستان رودان در استان هرمزگان ایران است.

## جمعیت
بر پایه سرشماری عمومی نفوس و مسکن در سال ۱۳۹۵، جمعیت این روستا برابر با ۹۵۷ نفر (۷۰ خانوار) بوده‌است.